# Poiana (Negri), Bacău
Poiana (în trecut, Poiana lui Iurașcu) este un sat în comuna Negri din județul Bacău, Moldova, România.